# Lanice sinata
Lanice sinata är en ringmaskart som beskrevs av Anne D. Hutchings och Glasby 1990. Lanice sinata ingår i släktet Lanice och familjen Terebellidae. Inga underarter finns listade i Catalogue of Life.